# Padež (Leskovac)
Padež je naselje u gradu Leskovcu, Jablanički upravni okrug, Srbija. Prema popisu iz 2022. godine u Padežu je živjelo 14 stanovnika.